# Tunnel du Mortier
Le tunnel du Mortier est un tunnel de France situé en Isère, au nord-ouest de Grenoble.

## Géographie
Il permet de franchir la falaise septentrionale du plateau du Vercors au niveau de la Buffe, sous le pas du Mortier, reliant ainsi par la route départementale 218 le village d'Autrans sur le plateau au Bas-Grésivaudan via le village de Montaud au pied de la falaise sans passer par la cluse de Voreppe.

## Histoire
Il est percé à l'été 1967 en prévision des Jeux olympiques d'hiver de 1968 dont Grenoble est la ville hôte et pendant lesquels les épreuves de biathlon, de combiné nordique et de ski de fond se déroulent à Autrans. Il n'est toutefois ouvert à la circulation que le 23 avril 1968 soit après la tenue des jeux, vraisemblablement en raison de problèmes structurels.
Le devenir du tunnel est ensuite marqué par des éboulements de la falaise qui coupent la route départementale 218. Le premier survient le 30 janvier 1971 lorsque 50 000 m3 de roches coupent la route au niveau de la Combe Noire ; l'axe est rouvert à la circulation le 5 octobre 1972. Le 20 avril 1992, un second éboulement à la Palette coupe à nouveau la route. Une piste forestière est aménagée en 2017 permettant un usage restreint mais pour une courte durée puisqu'un nouvel éboulement durant l'hiver 2021-2022 ferme de nouveau l'accès.

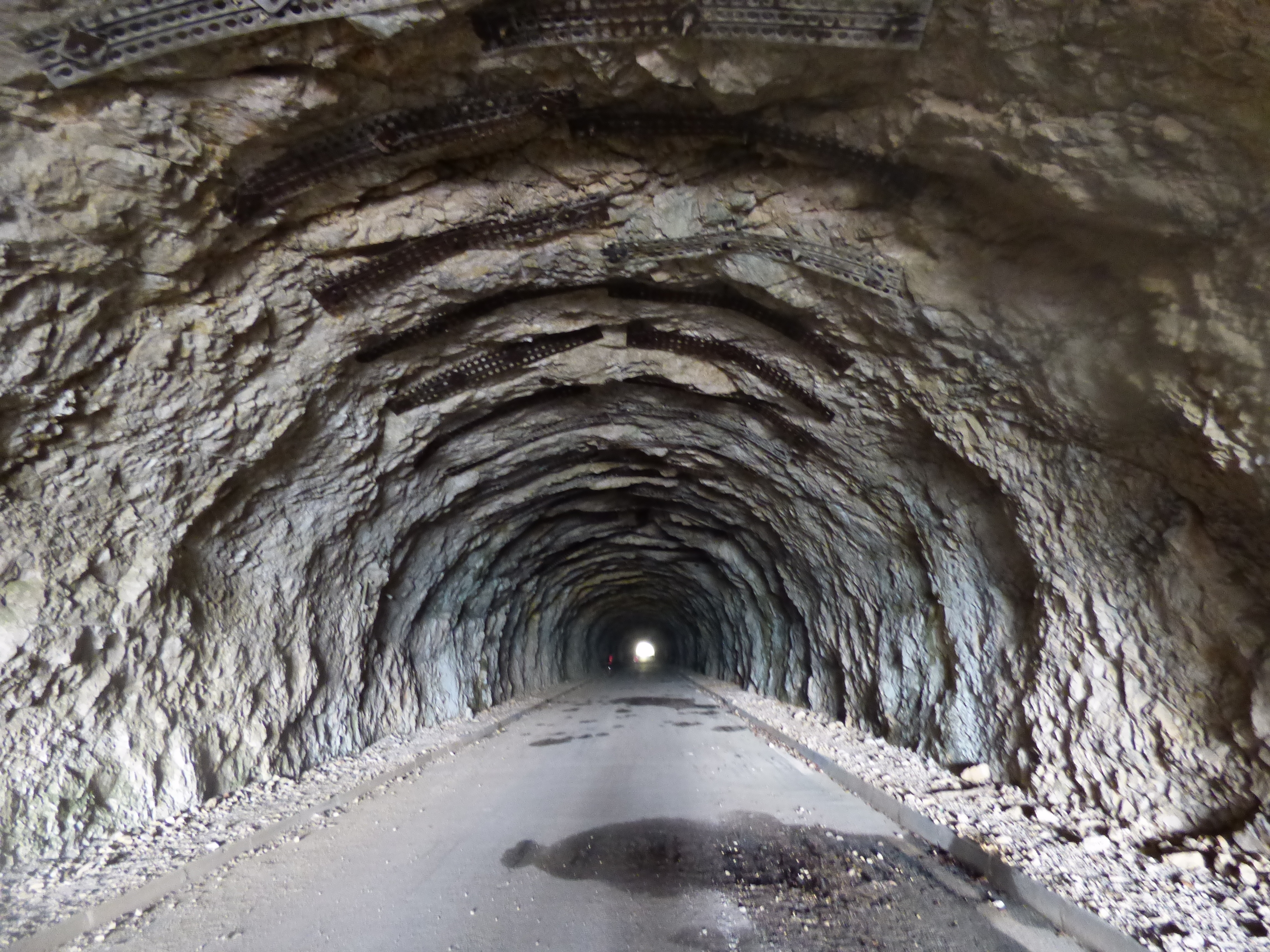
L'intérieur du tunnel.
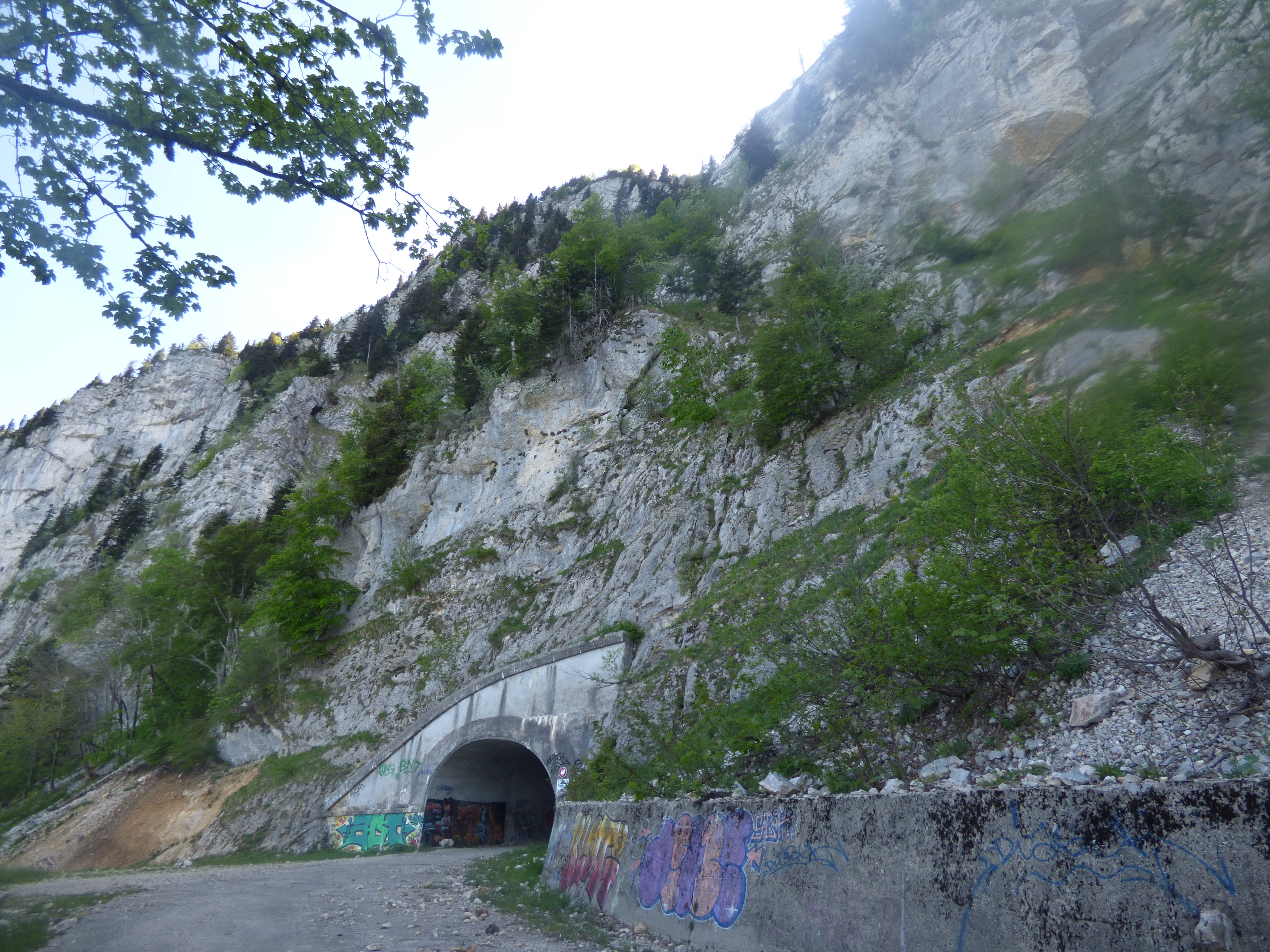
Entrée sud du tunnel, dans une zone d'éboulements.
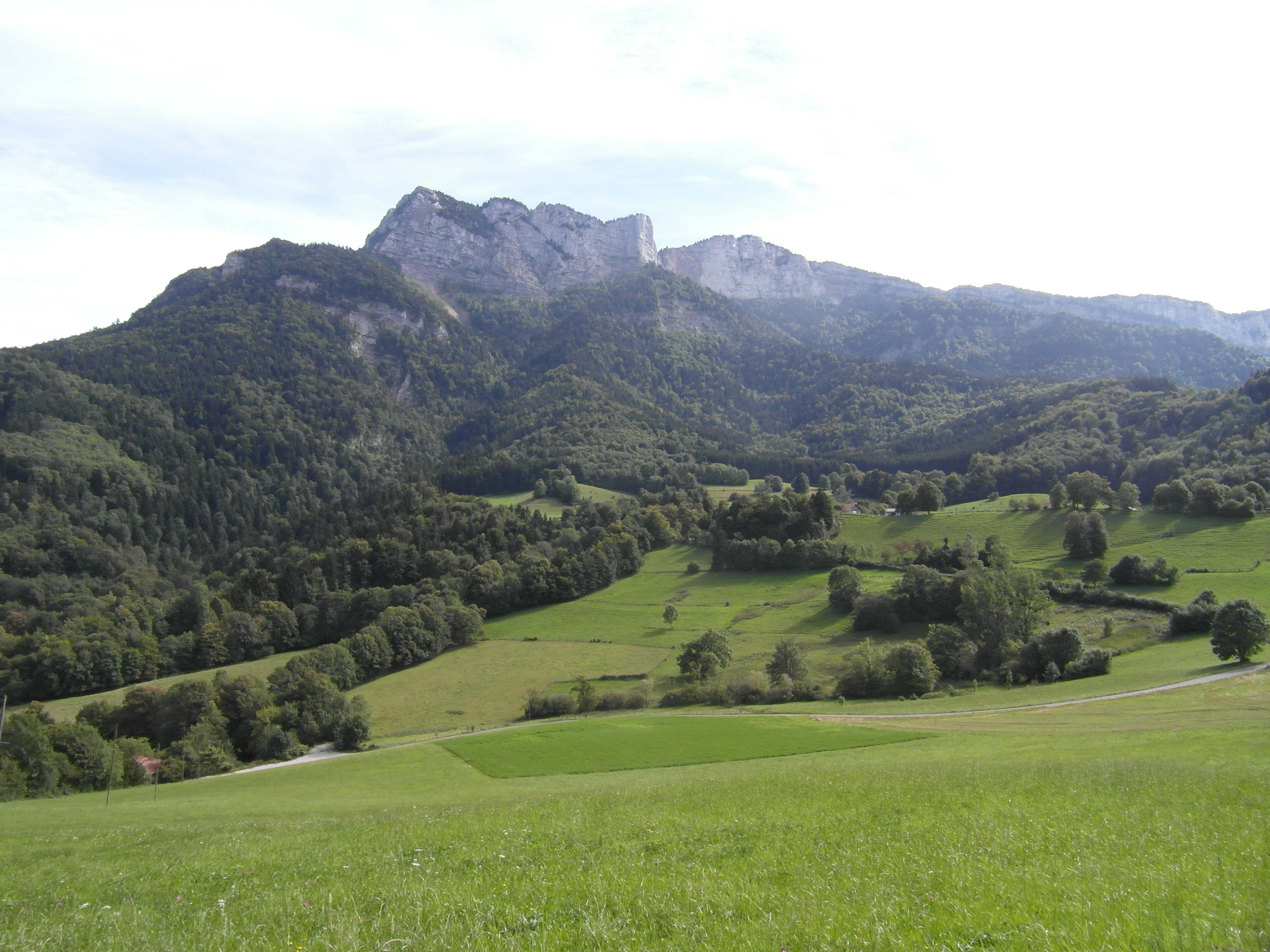
Vue de la Buffe depuis Montaud au nord : la route départementale 218 passe au pied de la falaise pour rejoindre le tunnel dont l'entrée (non visible) se trouve sur la gauche.